# Socorro (distrito de São Paulo)
Socorro é um distrito situado na zona sul do município de São Paulo. Outrora pertencente ao então município de Santo Amaro e região pantanosa, é hoje banhada pela represa de Guarapiranga, onde ocorre a prática de esportes náuticos. Alguns centros comerciais, como o Shopping Fiesta, estão localizados no distrito.
O Autódromo de Interlagos é comumente associado com o distrito do Socorro, porém ele se situa no distrito da Cidade Dutra.

## Demografia
Evolução demográfica do distrito do Socorro

## Distritos Limítrofes
O distrito do Socorro é demilitado pelos seguintes distritos:
- Jardim São Luís (a oeste)
- Cidade Dutra (ao sul)
- Campo Grande (a leste)
- Santo Amaro (ao norte)

## Bairros
Bairros do Socorro:
- Capela do Socorro
- Interlagos
- Jardim Bessa
- Jardim Cristina
- Jardim Guarapiranga
- Jardim do Lago
- Jardim Ipanema
- Jardim Mara
- Jardim Marabá
- Jardim Nova Guarapiranga
- Jardim Paquetá
- Jardim Santa Helena
- Jardim São Jorge
- Jardim São José de Guarapiranga
- Jardim Socorro
- Jardim Suzana
- Jardim Tereza
- Jardim Três Marias
- Jardim Veneza
- Parque Interlagos
- Parque Rony
- Socorro
- Veleiros
- Vila Califórnia
- Vila Franca
- Vila Friburgo
- Vila Lisboa
- Vila Socorro